# 1979
1979 (MCMLXXIX) byl rok, který dle gregoriánského kalendáře započal pondělím. OSN tento rok vyhlásila jako Mezinárodní rok dítěte.

## Události
Automatický abecedně řazený seznam viz Kategorie:Události roku 1979

### Československo
- 1.–29. ledna – V průběhu jednoho dne došlo k prudkému ochlazení na mnoha místech téměř o 30 °C (z 15 °C na – 15 °C). Důsledkem byla velmi závažná energetická krize. Systém vytápění se zhroutil, radikálně se zpomalila těžba, nakládka a vykládka uhlí, které zamrzalo, stejně jako labská vodní cesta. Docházelo k výpadkům elektrické energie, selhávaly stroje. S platností od 8. 1. byly na školách vyhlášeny uhelné prázdniny. V reakci na závažnost situace byla přijata i další úsporná opatření – bylo omezeno vysílání televize, veřejné osvětlení, počátek pracovní doby byl stanoven až od rozednění. Kritická situace plynoucí z mrazivého počasí přetrvala téměř po celý měsíc leden, až po 20. lednu došlo k mírnému oteplení. Uhelné prázdniny na školách byly ukončeny až 29. ledna.[1]
- 3. ledna – V Praze na Kavčích horách byl uveden do provozu nový objekt zpravodajství Československé televize.[2]
- 1. dubna – V Československu byl zaveden každoroční letní čas, který byl až do roku 1996 zaváděn od poslední neděle v březnu do poslední neděle v září.
- 9.–11. dubna – V Praze se uskutečnil IX. sjezd jednotných zemědělských družstev, který pozitivně zhodnotil pokrok dosažený v zemědělství v posledním desetiletí, který dokládaly vyšší výnosy a rostoucí životní úroveň zemědělců. Státem podporované investice do zemědělství umožnily modernizaci rostlinné i živočišné výroby a výrazně zpomalily odliv pracovních sil z tohoto hospodářského sektoru.[3] Jako host se sjezdu zúčastnil tajemník ÚV KSSS Michail Sergejevič Gorbačov.
- 29. května – Více než 100 příslušníků Státní bezpečnosti zahájilo domovní prohlídky u členů Výboru na obranu nespravedlivě stíhaných a asi 16 nebo 18 jich zatkli.
- 16. července – V Liberci byla dokončena výstavba Obchodního domu Ještěd vybudovaného ze sdružených prostředků deseti severočeských obchodních organizací. Stavba se skládala ze 3 navzájem propojených nákupních pavilonů o celkové prodejní ploše 8 600 m². Objekt vznikl podle návrhů libereckých architektů Karla Hubáčka a Miroslava Masáka. V roce 2009 byl objekt zbourán, aby ustoupil novému většímu nákupnímu centru.
- 15. srpna – Byly zvýšeny státní maloobchodní ceny benzinů a nafty na dvojnásobek – např. Speciál ze 4 Kč na 8 Kč za litr.
- 11. září – U brněnského výstaviště byl otevřen hotel Voroněž pojmenovaný po družebním městě v Sovětském svazu. S kapacitou téměř 1 300 lůžek ve dvou hotelových budovách se stal největším hotelem celého Československa. Využití získal zejména v době pořádání velkých brněnských veletrhů.[4]
- 20. září – V Praze zemřel bývalý československý prezident Ludvík Svoboda. 26. září se konal státní pohřeb za účasti nejvyšších představitelů strany i vlády a tisíců československých občanů. Pohřební průvod poté prošel celým středem města od Pražského hradu až ke krematoriu ve Strašnicích, kde se uskutečnil samotný pietní akt.
- 23. října – Proběhl poslední velký politický proces v Československu.[5] Členové Výboru na obranu nespravedlivě stíhaných Petr Uhl, Václav Havel, Otta Bednářová a Jiří Dienstbier byli před Městským soudem v Praze odsouzeni k trestu odnětí svobody v rozsahu 2–5 let. Dana Němcová byla odsouzena podmíněně na 2 roky. Proti procesu protestovali zahraniční osobnosti jako Margaret Thatcherová a Edward Kennedy.[6]
- říjen – Počet obyvatel Košic dosáhl 200 000. Již na počátku 70. let předstihly Košice svou populací Plzeň a staly se tak 5. největším a zároveň nejrychleji rostoucím velkoměstem ČSSR.[7]
- 1. prosince – Na prvním programu Československé televize měl premiéru seriál Plechová kavalerie, který podle scénáře Jaroslava Dietla natočil režisér Jaroslav Dudek. Seriál pojednává o problémech členů kombajnové brigády, která při žních vypomáhá na různých místech republiky. Hlavní roli mladého vedoucího brigády ztvárnil Jan Hartl.
- 20. prosince – Před odvolacím řízením nad rozsudkem nad členy Výboru na obranu nespravedlivě stíhaných u Nejvyššího soudu bylo několik desítek lidí Státní bezpečností vyvezeno za Prahu, aby se nemohli soudu účastnit.

### Svět
- 1. ledna
  - Poprvé odstartoval závod Rallye Paris-Dakar.
  - Ve Švýcarsku vznikl nový kanton Jura.
- 2. ledna – íránští studenti vypálili dům bývalé královny Tádž ol-Molouk, matky íránského císaře Muhammada Rezá Pahlaví
- 16. ledna – Íránská islámská revoluce: Íránský šáh Muhammad Rezá Pahlaví opustil zemi.
- 7. ledna – Vietnamská armáda a kambodžští povstalci oznámili konec vlády Rudých Khmerů a byla ukončena vietnamská invaze do Kambodže.
- 28. ledna – Na státní návštěvu USA přijel doposud nejvyšší představitel Čínské lidové republiky Teng Siao-pching.
- 1. února – Íránský ájatolláh Rúholláh Chomejní se po 15 letech exilu vrátil do vlasti jako vůdce a nejvyšší náboženský představitel země.
- 15. února – Pří výbuchu plynu v bance PKO ve Varšavě zahynulo 49 lidí.
- 17. února – Začala čínsko-vietnamská válka, ve které během měsíce padly desítky tisíc lidí.
- 4. března – Papež Jan Pavel II. vydal encykliku Redemptor hominis, která měla připravit církev na třetí tisíciletí a kritizovala ateistické vlády.
- 26. března – Egyptský prezident Anvar as-Sádát a izraelský premiér Menachem Begin ve Washingtonu podepsali mírovou smlouvu o vzájemném uznání obou zemí, ukončení válečného stavu a stažení izraelské armády ze Sinajského poloostrova.
- 28. března – V elektrárně Three Mile Island v Pensylvánii došlo k havárii jaderného reaktoru, největší před havárií v Černobylu.
- 1. dubna – Poslední britské jednotky opustily Maltu.
- 2. dubna
  - Menachem Begin jako první izraelský premiér přijel na státní návštěvu do Egypta.
  - Ve Sverdlovsku (dnes Jekatěrinburg) došlo při výrobě biologických zbraní k úniku anthraxu a zemřelo 66 lidí.
- 11. dubna – Ugandský prezident Idi Amin po osmi letech vlády uprchl do Libye.
- 15. dubna – Při zemětřesení o síle 7 stupňů s epicentrem u černohorského města Bar zahynulo v Jugoslávii a v Albánii 136 lidí a více než 100 000 jich přišlo o střechu nad hlavou.
- 22. dubna – Při palestinském útoku v izraelské Nahariji zahynulo 6 lidí.
- 1. května
  - Marshallovy ostrovy byly prohlášeny autonomní republikou
  - Grónsko získalo autonomii v rámci Dánska, ustanovilo vlastní vládu a parlament.
- 3. května – V parlamentních volbách Spojeného království zvítězila Konzervativní strana s 43,9 % hlasů a Margaret Thatcherová se na 11 let stala britskou premiérkou.
- 25. května – Při havárii po startu dopravního letadla McDonnell Douglas DC-10 z Chicaga do Los Angeles zahynulo všech 271 osob na palubě.
- 2. června – Papež Jan Pavel II. přijel na devítidenní návštěvu rodného Polska a stal se prvním papežem, který navštívil komunistickou zemi.
- 3. června – V italských parlamentních volbách zvítězila Křesťanskodemokratická strana se ziskem 38,3 % hlasů.
- 7.–10. června – Proběhly první přímé volby do Evropského parlamentu.
- 18. června – Jimmy Carter a Leonid Iljič Brežněv ve Vídni podepsali smlouvu SALT II. o omezení vývoje některých druhů balistických raket s jadernými hlavicemi.
- 1. července – Firma Sony začala v Japonsku prodávat hudební přehrávač walkman.
- 11. července – Po šesti letech provozu byla ukončena činnost americké orbitální stanice Skylab.
- 12. července – Kiribati vyhlásilo nezávislost na Spojeném království.
- 16. července – Irácký prezident Ahmad Hasan al-Bakr rezignoval na svou funkci a na jeho místo nastoupil Saddám Husajn.
- 17. července – Sandinistická revoluce: Nikaragujský prezident Anastasio Somoza Debayle uprchl ze země do USA.
- 15. října – Revoluční vládnoucí junta svrhla salvadorského prezidenta Carlose Humberta Romera a začala 14 let trvající Salvadorská občanská válka.
- 4. listopadu – Íránská islámská revoluce: Studentští demonstranti obsadili americkou ambasádu v Teheránu a zajalo 66 rukojmích.
- 20. listopadu – Povstalci na 14 dní obsadili Velkou mešitu v Mekce a požadovali svržení vládnoucí dynastie Saúdů. Zahynulo přitom okolo 250 lidí.
- 13. listopadu – Zástupci několika zemí podepsali v Ženevě Úmluvu o dálkovém znečišťování ovzduší přesahujícím hranice států.
- 16. listopadu – V Bukurešti byl zahájen provoz metra v délce 8 km.
- 24. prosince – Sovětská armáda vstoupila na území Afghánistánu a začala více než 9 let dlouhá válka.
- 27. prosince – Sovětské speciální jednotky obsadily vládní budovy v Afghánistánu a zabily prezidenta Hafizulláha Amína.
- firma Relational Software, Inc. (dnešní Oracle Corporation) uvedla relační databázový systém Oracle
- Začal prodej prvního tabulkového procesoru VisiCalc.

### Probíhající události
- 1964–1979 Občanská válka v Rhodesii
- 1975–1992 Občanská válka v Mosambiku
- 1979–1989 Sovětská válka v Afghánistánu
- 1979–1992 Salvadorská občanská válka

## Vědy a umění
- 30. dubna – v Československu vznikl československý fandom
- 11. června – dopadl na Zemi Skylab, americký projekt orbitální kosmické stanice
- 18. září – v Rakouském Linci byl zahájen první ročník festivalu Ars Electronica
- 9. listopadu – Světová premiéra českého baletu Václava Riedlbaucha Mackbeth v Ústí nad Labem
- byl vyvinut kompaktní disk firmami Sony a Philips
- seismolog Hiroo Kanamori, navrhl momentovou škálu, která vyjadřuje seismický moment ve formě, která se blíží tradičnímu měření síly zemětřesení
- Káhirské Staré město bylo zařazeno na seznam světového dědictví UNESCO.
- konala se první Světová klimatická konference
- v Československu vznikl samizdatový časopis Vokno
- v Československu vyšel úplný Ekumenický překlad Bible
- Pacifická astronomická společnost poprvé udělila ocenění Amateur Achievement Award

### Knihy
- Douglas Adams – Stopařův průvodce po Galaxii
- Michael Ende – Nekonečný příběh
- Milan Kundera – Kniha smíchu a zapomnění
- William Styron – Sophiina volba

## Nobelova cena
- Nobelova cena za fyziku – Sheldon Lee Glashow, Abdus Salam, Steven Weinberg
- Nobelova cena za chemii – Herbert C. Brown, Georg Wittig
- Nobelova cena za fyziologii a lékařství – Allan McLeod Cormack, Sir Godfrey N. Hounsfield
- Nobelova cena za literaturu – Odysseas Elytis
- Nobelova cena za mír – Matka Tereza
- Nobelova pamětní cena za ekonomii – Arthur Lewis, Theodore Schultz

## Narození

### Česko

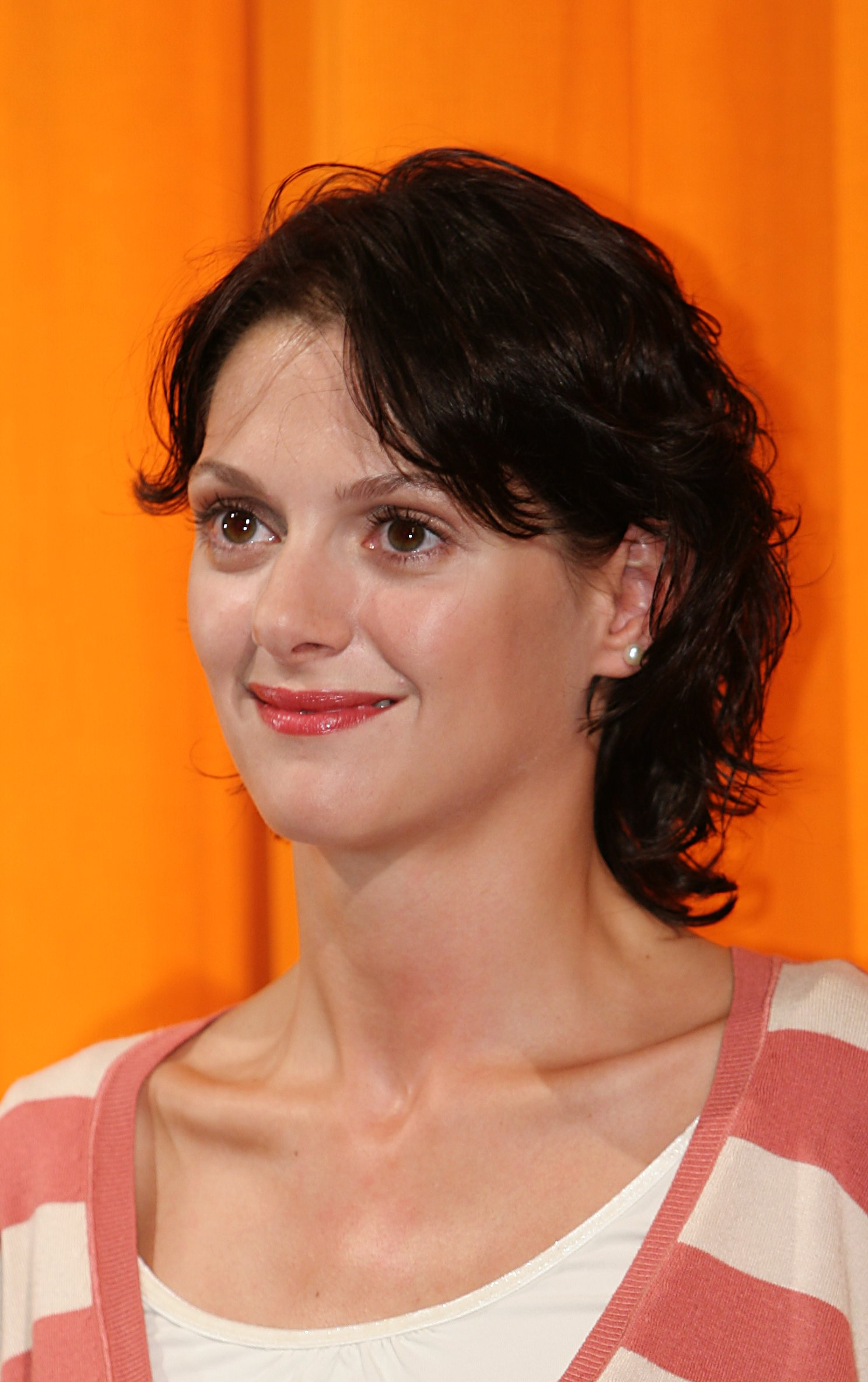
Klára Issová (* 26. dubna)

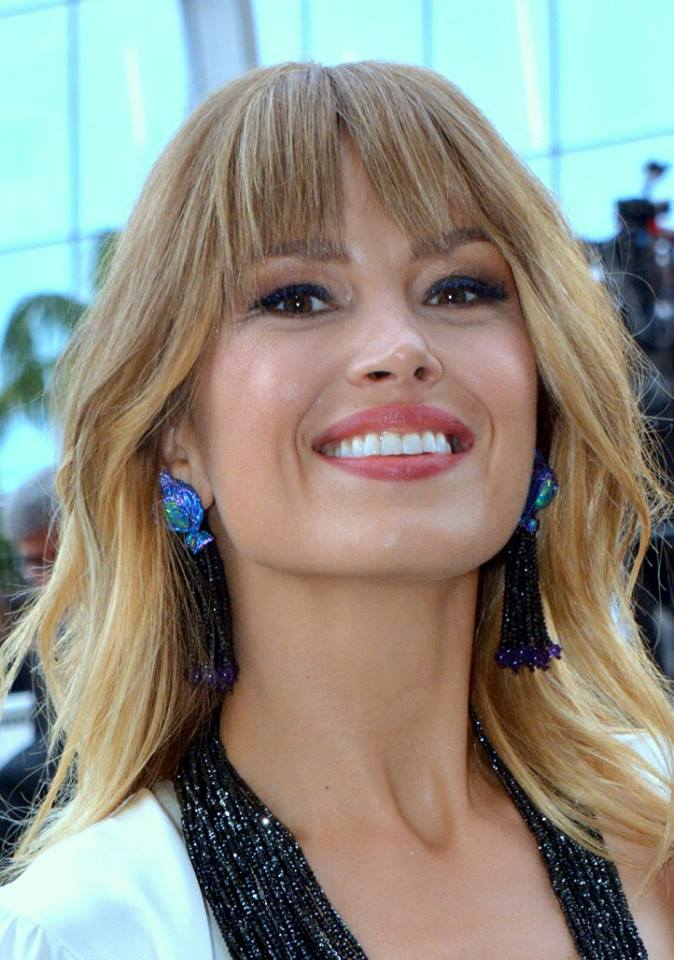
Petra Němcová (* 24. června)

- 03. ledna – Vladislav Rapprich, vulkanolog a geolog
- 11. ledna – Pavel Kašpařík, lední hokejista
- 20. března – Marek Pinc, hokejový brankář
- 21. března – Jan Kopecký, lední hokejista
- 24. března – Anna Polívková, herečka
- 28. března – Lukáš Galvas, lední hokejista
- 06. dubna – Vladimír Volečko, divadelní herec
- 12. dubna – Martin Galia, házenkář
- 15. dubna – Přemysl Sedlák, lední hokejista
- 18. dubna – Tomáš Abrahám, fotbalista
- 26. dubna - Klára Issová, herečka
- 20. května – Jolana Smyčková, dabérka, herečka a zpěvačka
- 19. června – Tomáš Divíšek, lední hokejista
- 24. června – Petra Němcová, modelka
- 03. července – Jan Prušinovský, režisér a scenárista
- 6. července  – Jitka Moučková, dabérka a herečka
- 12. července – Petra Hůlová, spisovatelka
- 03. srpna – Vojtěch Dlask, hudební skladatel
- 12. srpna – Michal Dvořák, lední hokejista
- 16. srpna – Xindl X, písničkář a scenárista
- 17. srpna – Pavel Bartoš, fotbalista
- 27. srpna – Karel Rachůnek, lední hokejista († 7. září 2011)
- 03. září – Petr Čáslava, lední hokejista
- 10. září – Petr Kuboš, lední hokejista
- 11. září – Hana Horáková, basketbalistka
- 20. září - Petra Hřebíčková, herečka
- 29. září – Martin Jágr, ragbista
- 07. října – Viktor Dvořák, herec
- 08. října – Lada Kozlíková, dráhová a silniční cyklistka
- 15. října – Petr Jablonský, bavič a imitátor
- 28. října – Martin Škoula, lední hokejista
- 07. listopadu – Marek Holý, herec a dabér
- 15. listopadu – Klára Jandová, herečka
- 16. listopadu – Mario Cartelli, lední hokejista
- 28. listopadu – Jaroslav Balaštík, lední hokejista
- 18. prosince
  - Marek Antoš, novinář a právník
  - Sandra Silná, česká husitská farářka
- 23. prosince – Magdalena Kotíková, florbalistka
- 24. prosince – Rostislav Novák, herec
- 27. prosince – Helena Houdová, modelka

### Svět

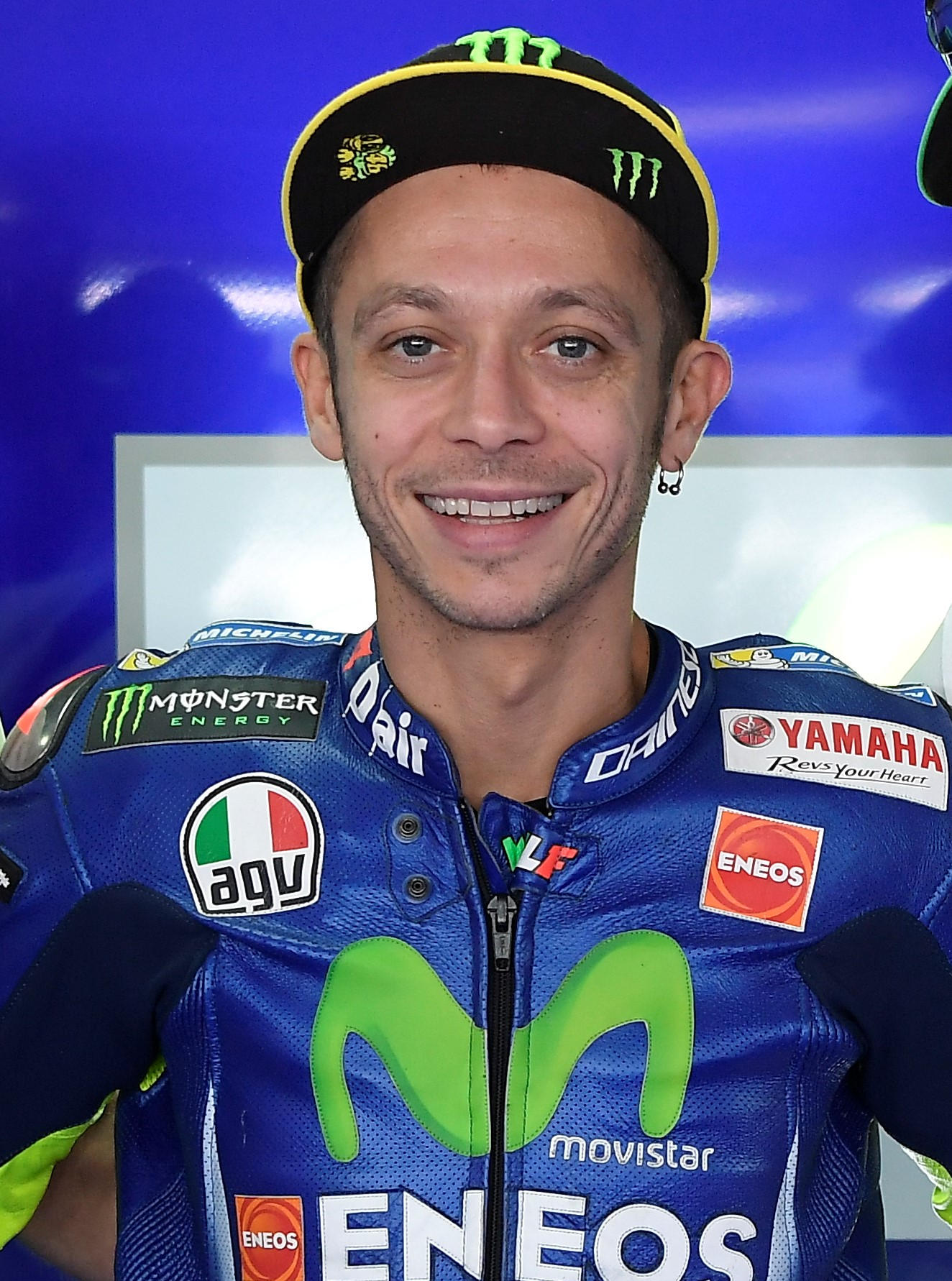
Valentino Rossi (* 16. února)

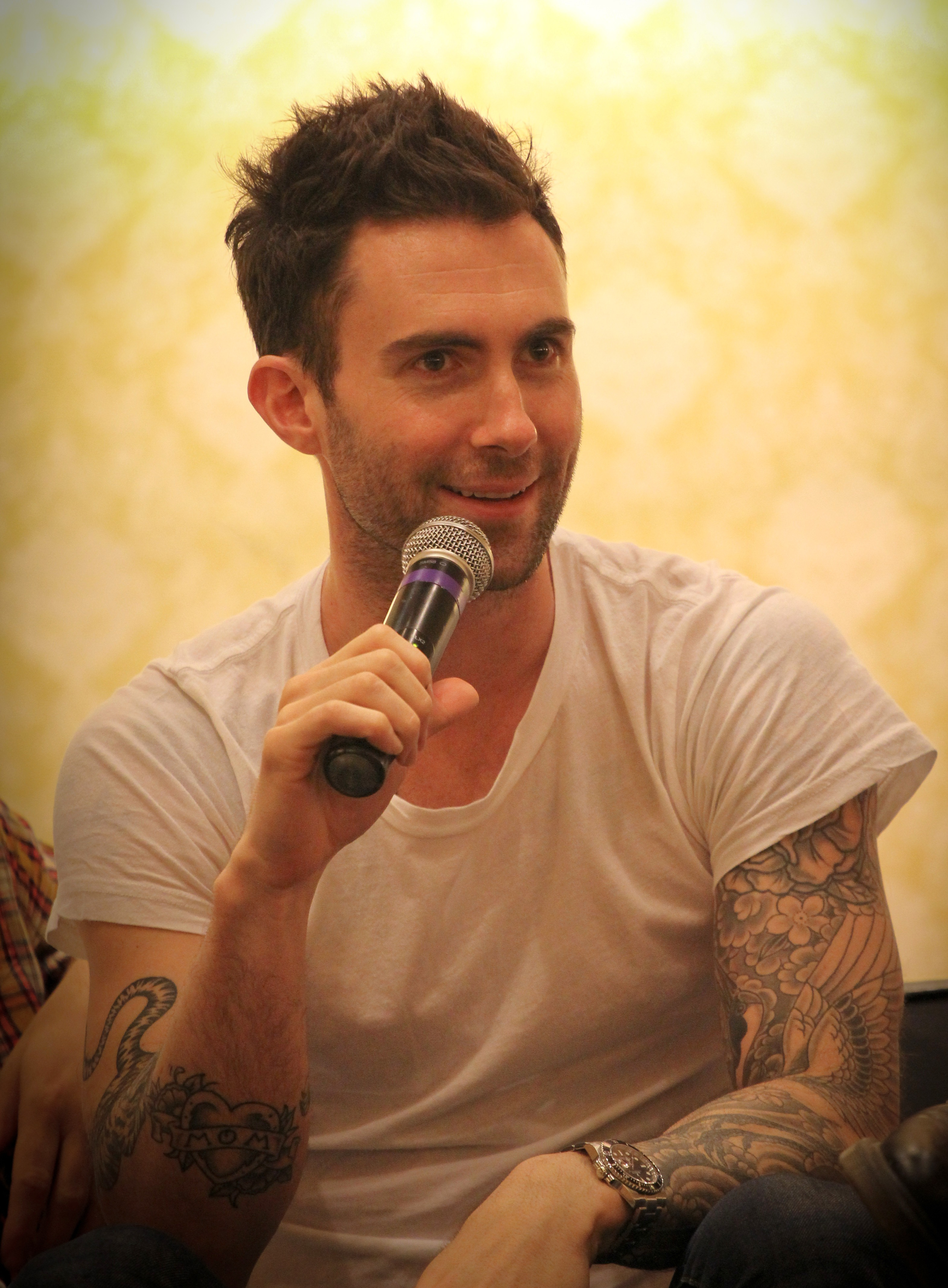
Adam Levine (* 18. března)

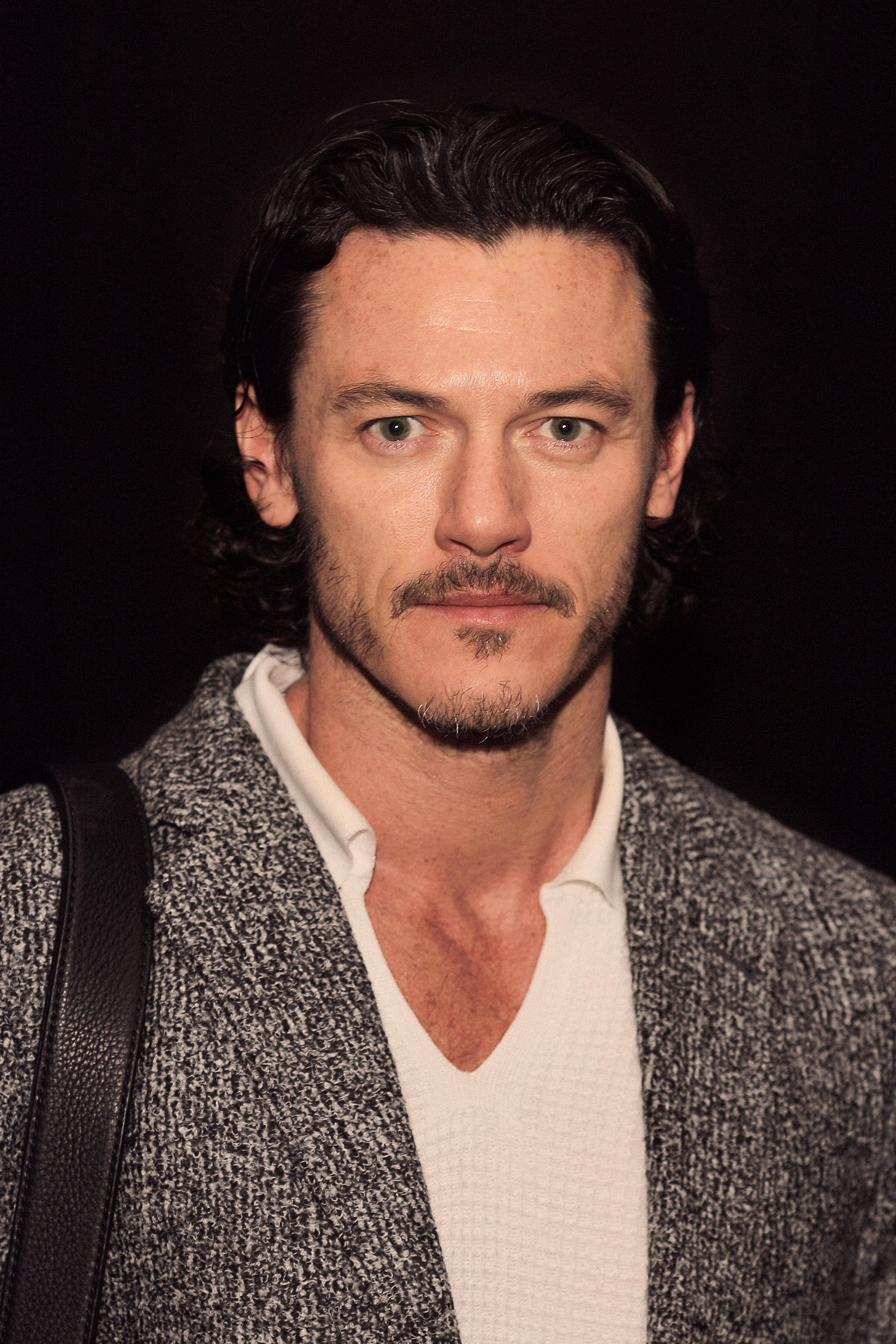
Luke Evans (* 15. dubna)

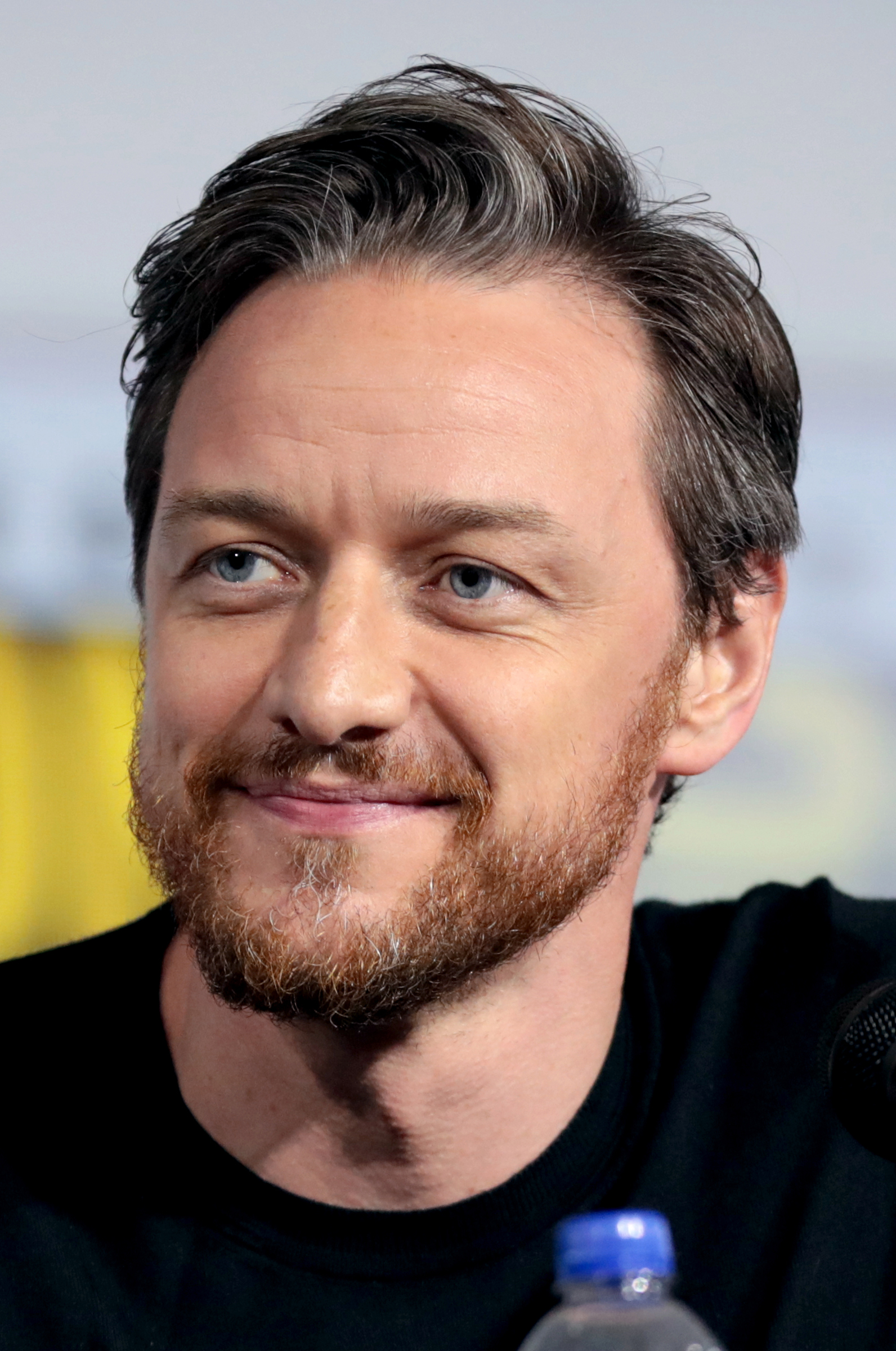
James McAvoy (* 21. dubna)

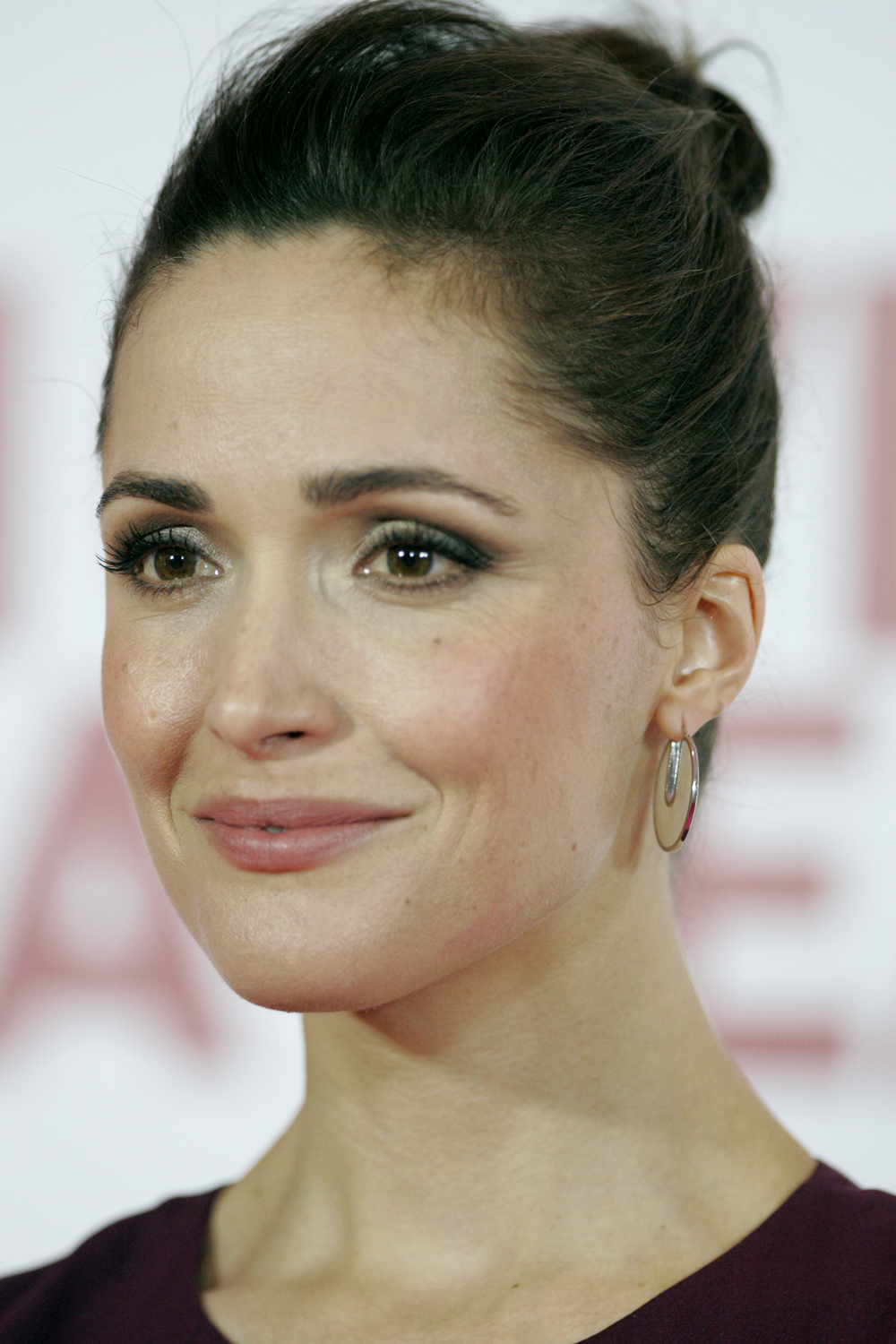
Rose Byrne (* 24. července)

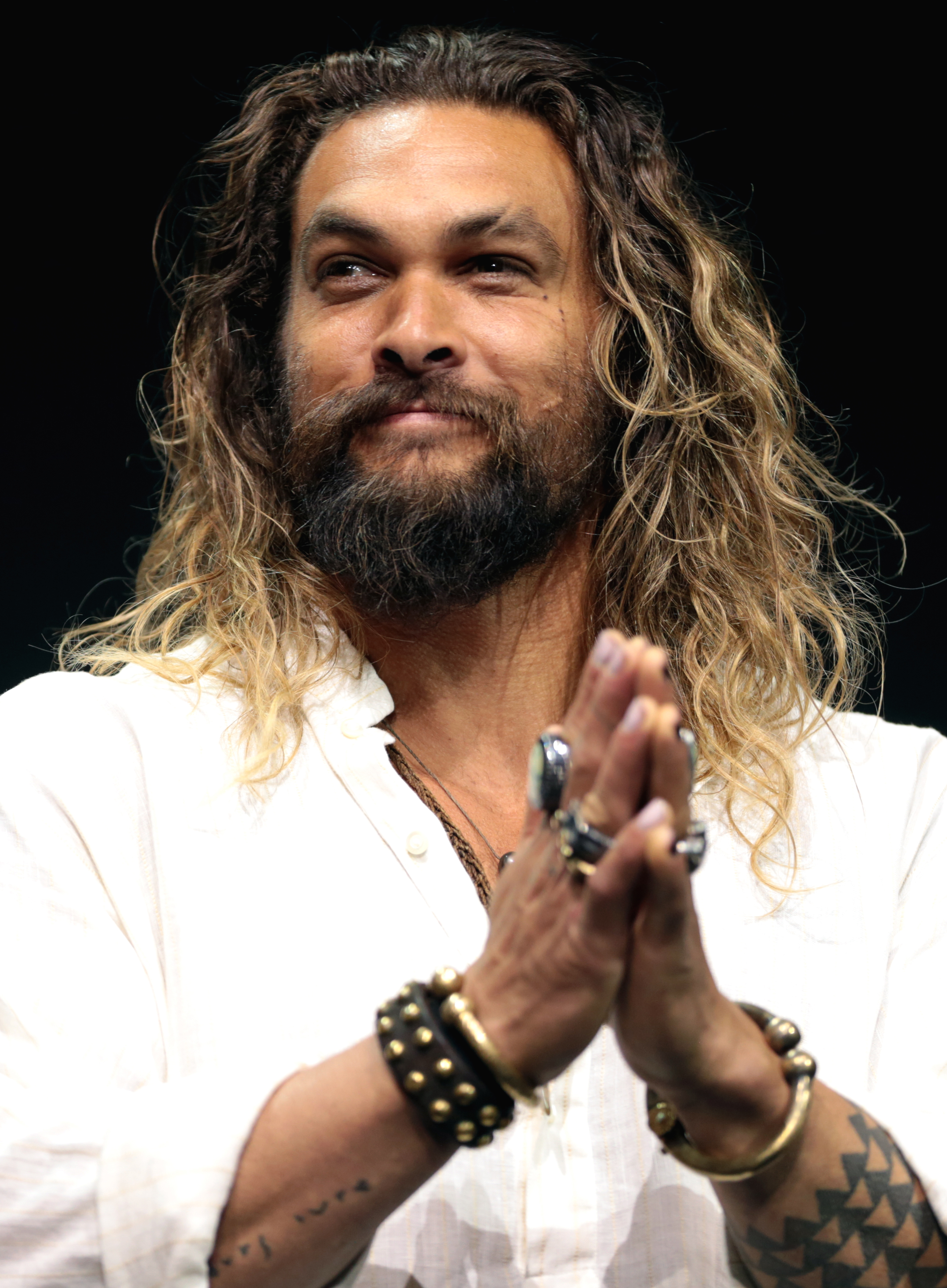
Jason Momoa (* 1. srpna)

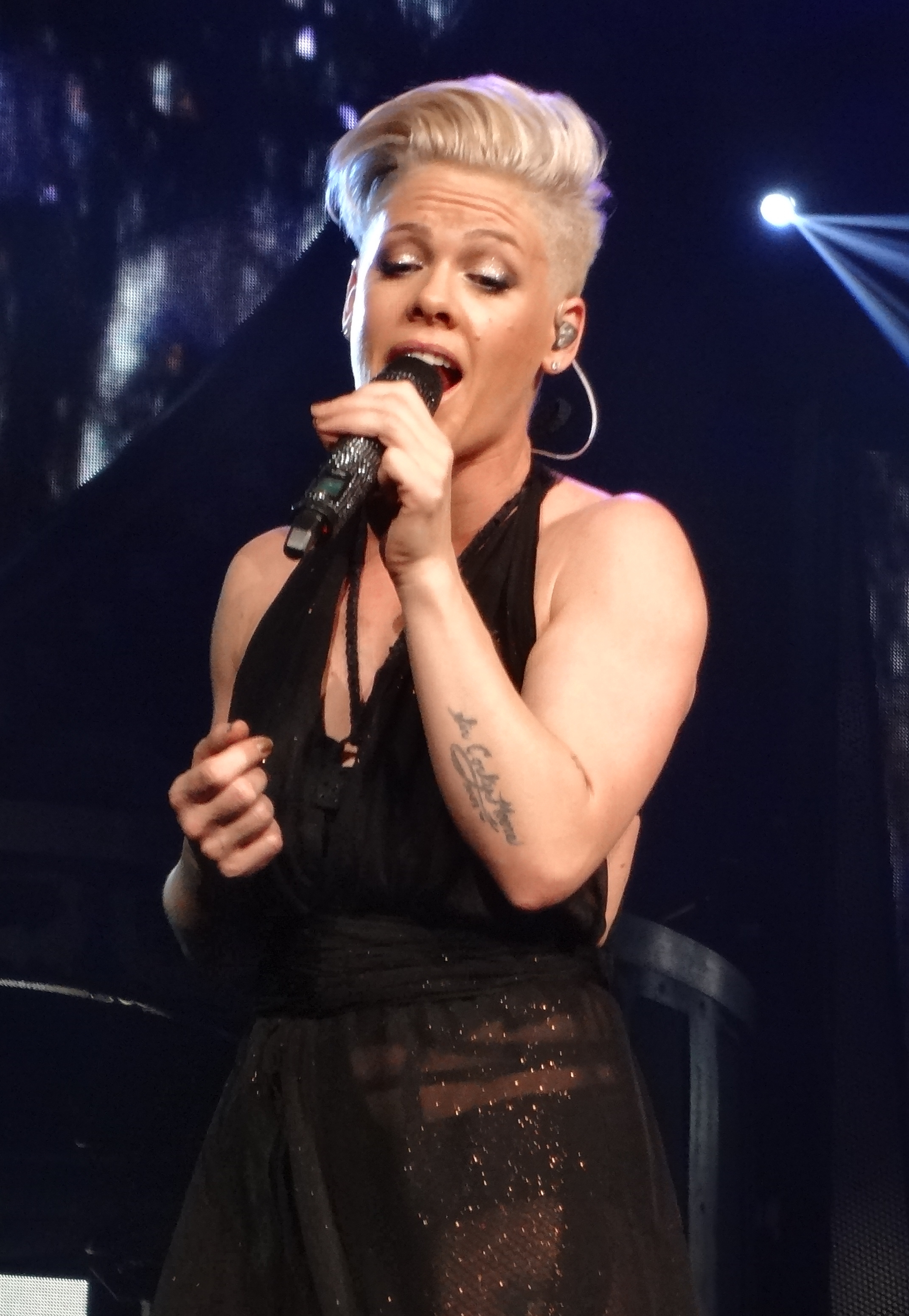
Pink (* 8. září)

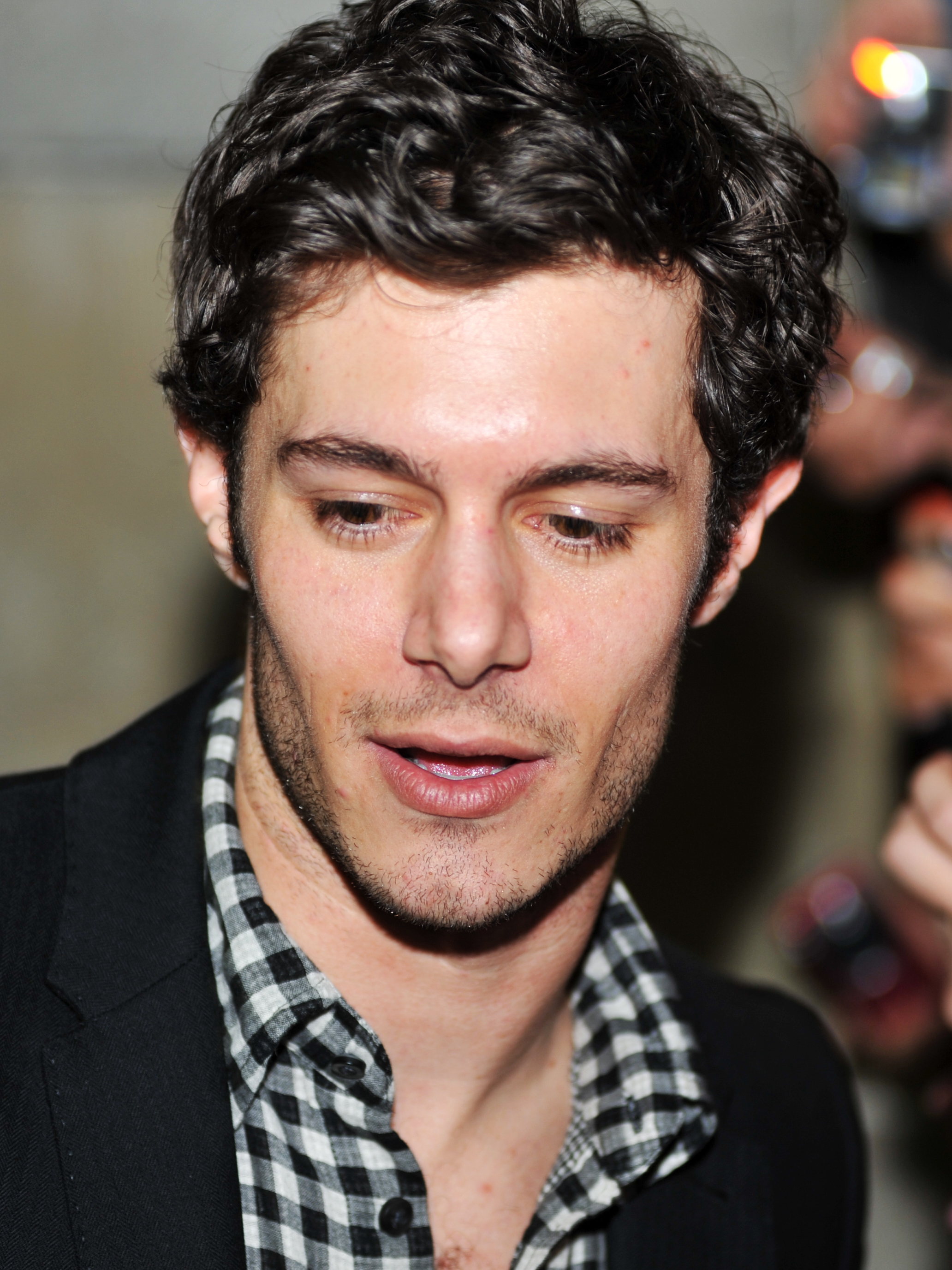
Adam Brody (* 15. prosince)

- 04. ledna – Seremaia Bai, fidžijský ragbista
- 7. ledna – Fabiola Zuluaga, kolumbijská tenistka
- 12. ledna – Marián Hossa, slovenský lední hokejista
- 16. ledna
  - Aaliyah, americká zpěvačka († 25. srpna 2001)
  - Brenden Morrow, kanadský lední hokejista
- 18. ledna – Leo Varadkar, irský politik
- 19. ledna – Světlana Chorkinová, ruská sportovní gymnastka
- 21. ledna – Brian O'Driscoll, irský ragbista
- 24. ledna – Zuzana Norisová, slovenská herečka
- 25. ledna – Michaela Badinková, slovenská herečka
- 27. ledna – Rosamund Pikeová, britská herečka
- 29. ledna – Vinzenz Kiefer, německý herec
- 01. února – Rachelle Lefevre, kanadská herečka
- 04. února – Giorgio Pantano, italský automobilový závodník
- 6. února – Alice Weidelová, německá politička
- 13. února
  - Markus Bock, německý sportovní lezec
  - Mena Suvari, americká herečka a modelka
- 16. února – Valentino Rossi, italský motocyklový závodník
- 19. února – Frédéric Tuscan, francouzský sportovní lezec
- 21. února – Jennifer Love Hewittová, americká herečka, tanečnice a zpěvačka
- 26. února – Corinne Bailey Rae, anglická písničkářka
- 28. února
  - Sébastien Bourdais, francouzský automobilový závodník, pilot Formule 1
  - Primož Peterka, slovinský skokan na lyžích
- 09. března – Oscar Isaac, guatemalský herec
- 12. března
  - Jamie Dwyer, australský pozemní hokejista
  - Pete Doherty, anglický hudebník
- 13. března – Alexandr Pěšechonov, ruský sportovní lezec a trenér
- 18. března – Adam Levine, americký zpěvák, frontman skupiny Maroon 5
- 26. března – Hiromi Uehara, japonská jazzová klavíristka
- 01. dubna
  - Ivano Balić, chorvatský házenkář
  - Ruth Beitiaová, španělská atletka, výškařka a olympijská vítězka
- 04. dubna
  - Heath Ledger, australský herec († 22. ledna 2008)
  - Natasha Lyonne, americká herečka
- 05. dubna – Timo Hildebrand, německý fotbalový brankář
- 09. dubna – Mario Matt, rakouský alpský lyžař
- 10. dubna – Ján Lašák, slovenský lední hokejový brankář
- 12. dubna
  - Claire Danesová, americká herečka
  - Jennifer Morrisonová, americká herečka
- 15. dubna – Luke Evans, velšský herec
- 16. dubna
  - Christijan Albers, nizozemský automobilový závodník, pilot Formule 1
  - Lars Börgeling, německý atlet, skokan o tyči
- 18. dubna – Kourtney Kardashian, americká mediální osobnost, modelka a podnikatelka
- 21. dubna – James McAvoy, britský herec
- 26. dubna – Alexandr Stěpanov, ruský hokejový útočník
- 01. května
  - Lars Berger, norský biatlonista
  - Mauro Bergamasco, italský ragbista
- 06. května – Gerd Kanter, estonský atlet, diskař
- 09. května – Rosario Dawsonová, americká herečka a zpěvačka
- 13. května – švédský princ Karel Filip, vévoda värmlandský
- 17. května – Jimmie Åkesson, švédský politik
- 18. května – Michal Martikán, slovenský kanoista a vodní slalomář
- 25. května – Jonny Wilkinson, anglický ragbista
- 02. června – Morena Baccarin, italsko-brazilská herečka
- 10. června – Světlana Zacharovová, ruská baletka a politička
- 15. června – Julija Něstěrenková, běloruská sprinterka
- 17. června – Valíd Abú al-Chaír, saúdskoarabský právník a aktivista v oblasti lidských práv
- 18. června
  - Brian McKeever, kanadský nevidomý běžec na lyžích a biatlonista
  - Alexej Grišin, běloruský akrobatický lyžař
- 21. června – Chris Pratt, americký herec
- 26. června – Ryan Tedder, americký zpěvák, textař, producent, multiinstrumentalista
- 13. července – Craig Bellamy, velšský fotbalový útočník
- 15. července – Travis Fimmel, australský herec a model
- 16. července – Kim Rhodeová, americká sportovní střelkyně
- 24. července – Rose Byrne, australská herečka
- 30. července
  - Joa Elfsbergová, švédská lední hokejistka
  - Sylvain Chavanel, francouzský silniční cyklista
- 01. srpna – Jason Momoa, americký herec
- 04. srpna – Magdalena Gwizdońová, polská biatlonistka
- 07. srpna – Eric Johnson, kanadský herec
- 19. srpna – Austra Skujytė, litevská atletka, vícebojařka
- 27. srpna – Aaron Paul, americký herec
- 29. srpna – Andrzej Witkowski, polský šermíř
- 03. září – Júlio César Soares Espíndola, brazilský fotbalový brankář
- 04. září – Maxim Afinogenov, ruský lední hokejista
- 05. září – Sergio José Bastida, argentinský fotbalista
- 08. září – Pink, americká zpěvačka
- 11. září
  - Ariana Richardsová, americká herečka
  - Éric Abidal, francouzský fotbalista
- 17. září
  - Charles André Comeau, kanadský bubeník
  - Flo Rida, americký rapper
- 19. září – Noémie Lenoirová, francouzská herečka a modelka
- 26. září – Taavi Rõivas, estonský politik
- 30. září – Primož Kozmus, slovinský atlet (hod kladivem)
- 04. října – Caitriona Balfe, irská herečka a modelka
- 10. října – Nicolás Massú, chilský tenista
- 13. října – Wes Brown, anglický fotbalista
- 17. října – Kimi Räikkönen, finský pilot Formule 1
- 20. října
  - Paul O'Connell, irský ragbista
  - John Krasinski, americký herec, režisér a scenárista
- 02. listopadu – Marián Čišovský, slovenský fotbalista († 28. června 2020)
- 03. listopadu – Pablo Aimar, argentinský fotbalista
- 07. listopadu – Giorgi Gogšelidze, gruzínský zápasník
- 14. listopadu
  - Carl Hayman, novozélandský ragbista
  - Olga Kurylenko, ukrajinsko-francouzská modelka a herečka
  - Osleidys Menéndezová, kubánská atletka (hod oštěpem)
- 18. listopadu – Edyta Ropek, polská sportovní lezkyně
- 20. listopadu
  - Bojana Popovićová, černohorská házenkářka
  - Naide Gomesová, portugalská atletka, vícebojařka a dálkařka
- 23. listopadu
  - Kelly Brooková, britská herečka a modelka
  - Ivica Kostelić, chorvatský alpský lyžař
- 24. listopadu – Carmelita Jeterová, americká atletka, sprinterka
- 1. prosince – Stephanie Brown-Traftonová, americká atletka (hod diskem)
- 04. prosince – Gareth Jones, velšský ragbista
- 07. prosince – Jennifer Carpenterová, americká herečka
- 11. prosince
  - Barbara Haščáková, slovenská zpěvačka († 22. listopadu 2023)
  - Colleen Hooverová, americká spisovatelka
- 12. prosince – Martin Čakajík, slovenský hokejista
- 14. prosince – Michael Owen, anglický fotbalista
- 15. prosince – Adam Brody, americký herec
- 22. prosince – Petra Majdičová, slovinská běžkyně na lyžích
- 28. prosince
  - Noomi Rapace, švédská herečka
  - James Blake, americký tenista
- 29. prosince – Angelo Taylor, atlet USA, běžec

## Úmrtí

### Česko

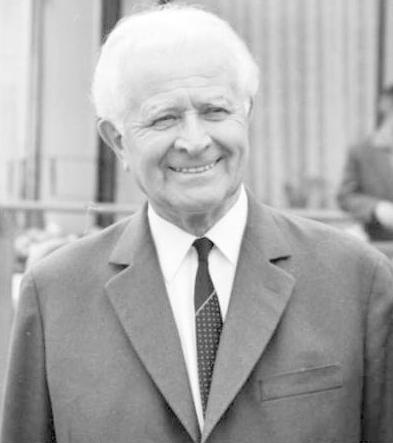
Ludvík Svoboda († 20. září)

- 08. ledna – Robert Hliněnský, malíř (* 3. listopadu 1908)
- 22. ledna – Arnošt Kolman, matematik a marxistický filozof (* 6. prosince 1892)
- 20. ledna
  - Josef Dyr, chemik, rektor VŠCHT (* 7. ledna 1904)
  - Adolf Šelmec, československý politik slovenské národnosti (* 25. září 1881)
- 24. ledna – Ladislav Veltruský, rektor Vysoké školy ekonomické a politik (* 27. února 1921)
- 04. února – Jindřich Křeček, malíř, karikaturista a účastník zahraničního odboje (* 7. března 1909)
- 08. února – Jaroslav Štumpf, československý fotbalový reprezentant (* 2. prosince 1914)
- 11. února – Václav Trégl, herec (* 10. prosince 1902)
- 22. února – Luděk Hulan, jazzový kontrabasista (* 11. října 1929)
- 24. února – Jan Otčenášek, spisovatel (* 19. listopadu 1924)
- 02. března – Jiří Štuchal, kabaretní a cirkusový herec, bavič a konferenciér (* 20. listopadu 1912)
- 26. března – František Bláha, lékař, poslanec, signatář Charty 77 (* 9. června 1896)
- 27. března
  - Sláva E. Nováček, skladatel (* 2. ledna 1911)
  - Vincenc Beneš, malíř (* 22. ledna 1883)
- 12. dubna – Karel Anton, herec, scenárista, režisér a producent (* 25. října 1898)
- 24. dubna – Jan Zuska, básník a hudebník (* 20. listopadu 1918)
- 26. dubna – Jaroslav Malínský, akademický malíř (* 12. května 1897)
- 28. dubna – Karel Senecký, československý fotbalový reprezentant (* 17. března 1919)
- 10. května – Žofie Bohumila Langrová, generální představená Kongregace Milosrdných sester sv. Karla Boromejského (* 1. prosince 1896)
- 18. května – Svatopluk Fučík, matematik (* 21. října 1944)
- 23. května – Josef Beneš, kněz kolaborující s komunistickým režimem (* 22. února 1905)
- 27. května – Julius Firt, exilový politik a kulturní pracovník (* 17. listopadu 1897)
- 03. června – Karel Ludikovský, archeolog (* 27. října 1923)
- 12. června – František Vitásek, kněz, chrámový hudebník a skladatel (* 15. července 1915)
- 19. června – Václav Vydra, herec (* 25. října 1902)
- 21. června – Václav Špidla, herec a režisér (* 28. září 1922)
- 26. června – Karel Krejčí, literární historik (* 20. srpna 1904)
- 27. června
  - Bohumír Fiala, lékař a spisovatel (* 6. srpna 1915)
  - Vladislav Klumpar, československý právník a politik, protektorátní ministr (* 9. srpna 1893)
- 30. června – Alois Zlatník, botanik (* 9. listopadu 1902)
- 21. července – Jarmila Urbánková, herečka (* 26. října 1892)
- 22. července – Václav M. Havel, pražský stavební podnikatel (* 12. září 1897)
- 24. července – Antonín Moudrý, československý fotbalový reprezentant (* 31. ledna 1905)
- 25. července – Bohumil Joska, československý fotbalový reprezentant (* 4. července 1907)
- 30. července – Josef Borůvka, ministr zemědělství a výživy (* 18. prosince 1911)
- 01. srpna – Vlasta Javořická, spisovatelka (* 25. března 1890)
- 02. srpna – Václav Peřina, malíř (* 15. září 1907)
- 08. srpna – Archibald Václav Novák, cestovatel a spisovatel (* 28. dubna 1895)
- 12. srpna – Stanislav Budín, levicový novinář a spisovatel (* 3. března 1903)
- 17. srpna – Bernard Horst, spisovatel (* 15. února 1905)
- 18. srpna – Karel Maiwald, ekonom a politik (* 3. října 1902)
- 23. srpna – Miloš Willig, herec (* 28. ledna 1921)
- 03. září – Marie Marčanová, překladatelka (* 3. října 1892)
- 04. září – František Dlouhán, spisovatel a překladatel (* 21. března 1906)
- 09. září – Václav Křístek, diplomat a profesor českého jazyka (* 30. srpna 1918)
- 16. září – Jaromír Vraštil, malíř, řezbář a grafik (* 16. května 1922)
- 17. září – Miloslav Kabeláč, hudební skladatel a pedagog (* 1. srpna 1908)
- 19. září – Václav Zelenka, cestovatel, orientalista a hudebník (* 11. února 1892)
- 20. září
  - Emil Buchar, astronom a geodet (* 4. srpna 1901)
  - Ludvík Svoboda, československý prezident (* 25. listopadu 1895)
- 29. září – Lubomír Železný, hudební skladatel (* 16. března 1925)
- 01. října – Oto Dub, zakladatel moderní hydrologie (* 11. října 1902)
- 14. října – Milda Jakubcová, lotyšská básnířka (* 23. května 1899)
- 16. října – Ján Lichner, československý politik a ministr (* 17. února 1897)
- 17. října – Karel Reiner, hudební skladatel, klavírista a hudební publicista židovského původu (* 27. června 1910)
- 02. listopadu – Toni Schönecker, malíř a grafik, sokolovský rodák (* 1. listopadu 1893)
- 07. listopadu – Karel Method Klement, benediktinský mnich a oblíbený kazatel (* 27. listopadu 1889)
- 18. listopadu – Václav Příhoda, pedagog (* 7. září 1889)
- 22. listopadu – František Kop, profesor církevního práva (* 18. srpna 1906)
- 25. listopadu – Josef III. ze Schwarzenbergu, šlechtic (* 3. ledna 1900)
- 29. listopadu – Josef Urválek, komunistický prokurátor Státního soudu (* 1910)
- 03. prosince – František Kriegel, politik, přední osobnost pražského jara roku 1968 (* 10. dubna 1908)
- 07. prosince – Karel Hrdlička, osobnost československého automobilového průmyslu (* 1. března 1888)
- 10. prosince – Božena Weleková, loutkoherečka a herečka (* 8. února 1910)
- 11. prosince – Rudolf Černý, spisovatel (* 14. dubna 1905)
- 14. prosince – Václav Havel, kanoista (* 5. října 1920)
- 18. prosince – Arnošt Schwarzenberg, kníže z orlické větve rodu Schwarzenbergů (* 11. listopadu 1892)
- 23. prosince – Stan Bubenič, esperantista (* * 22. března 1904)
- 28. prosince – Antonín Šatra, hudební skladatel (* 21. února 1901)

### Svět
- 05. ledna

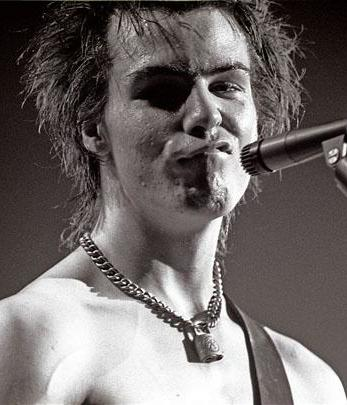
Sid Vicious († 2. února)

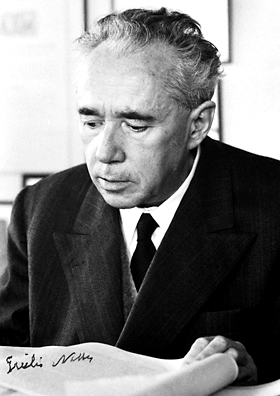
Giulio Natta († 2. května)

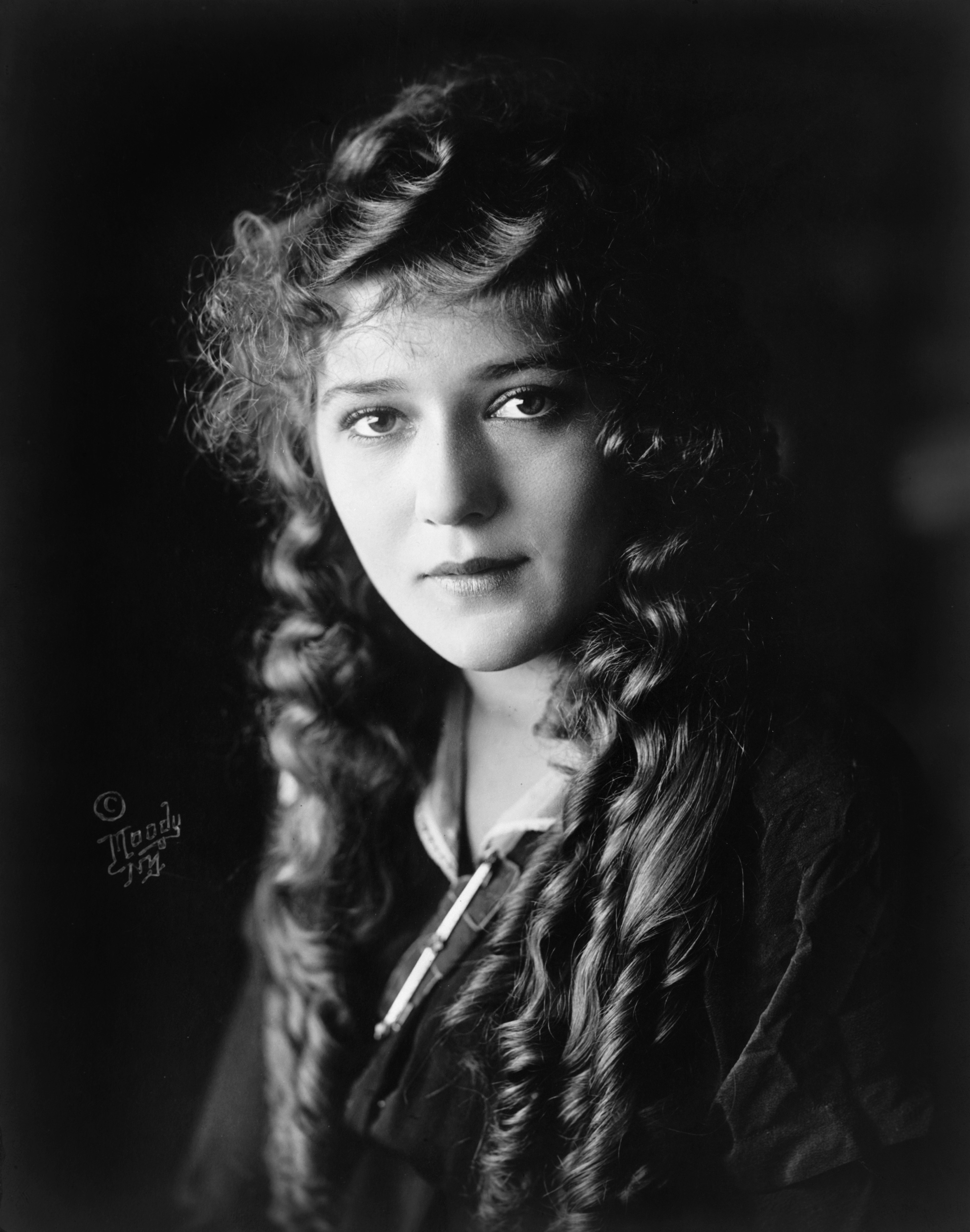
Mary Pickford († 29. května)

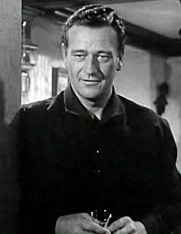
John Wayne († 11. června)

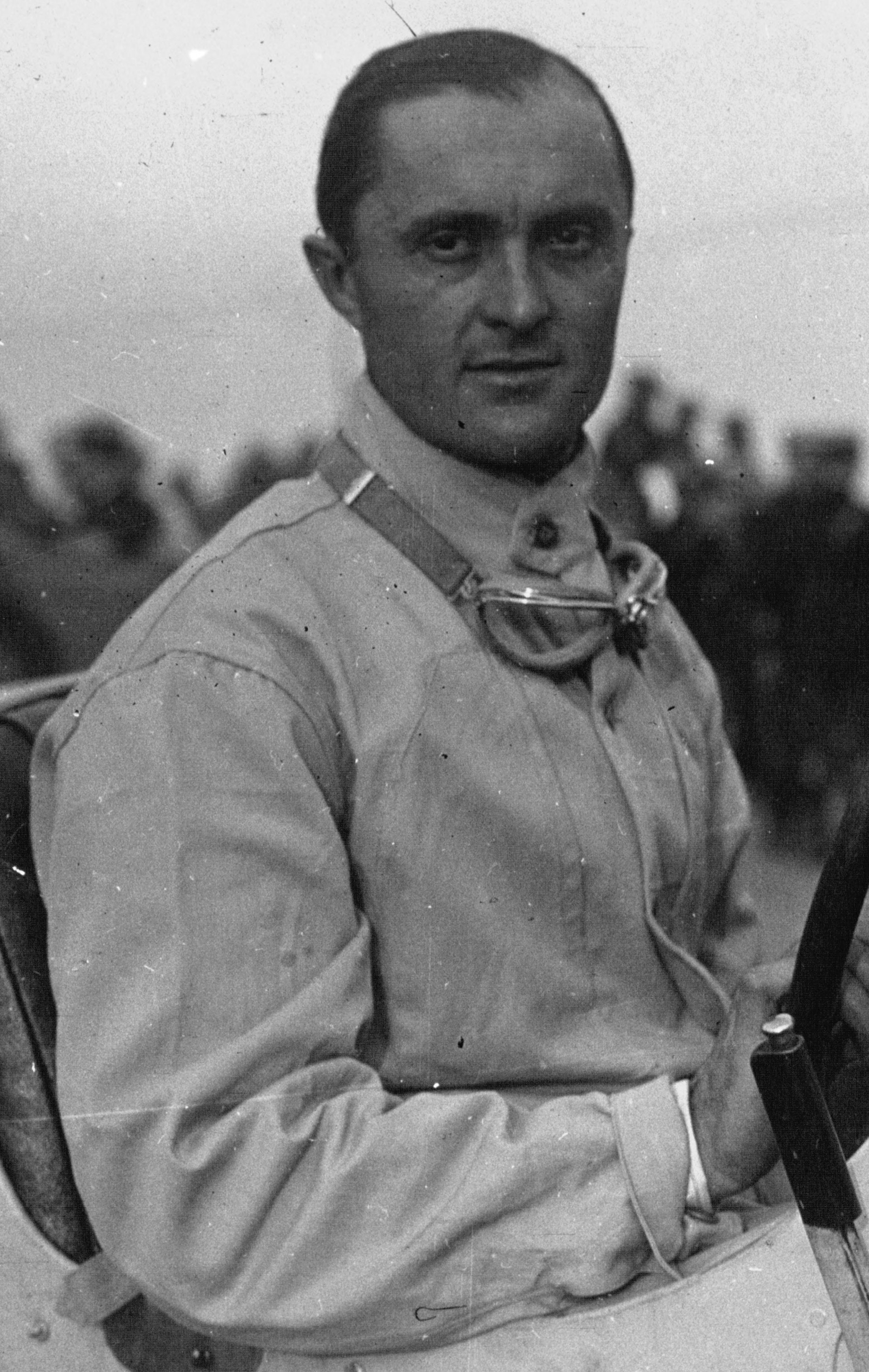
Louis Chiron († 22. června)

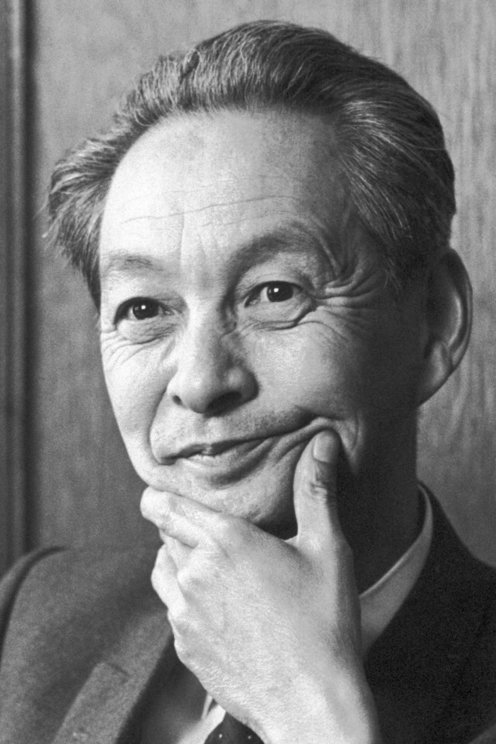
Šin’ičiró Tomonaga († 8. července)

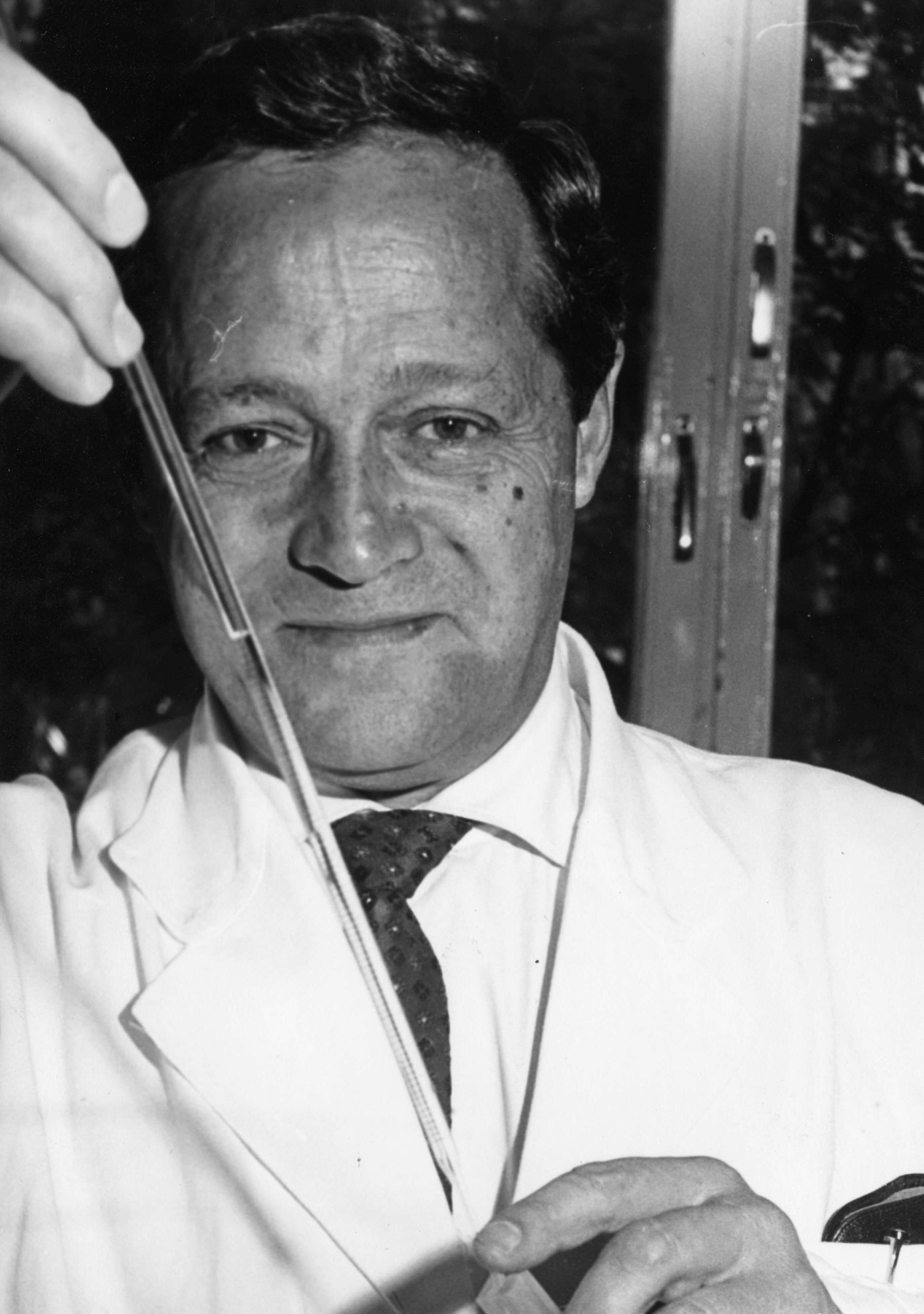
Feodor Lynen († 6. srpna)

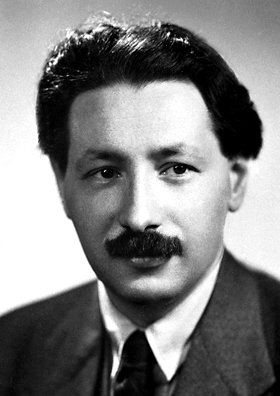
Ernst Boris Chain († 12. srpna)

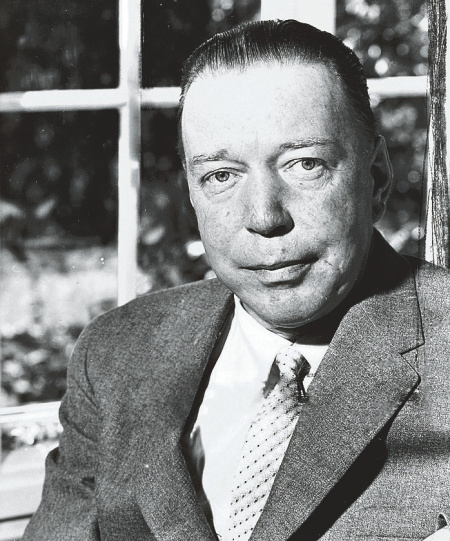
Mika Waltari († 26. srpna)

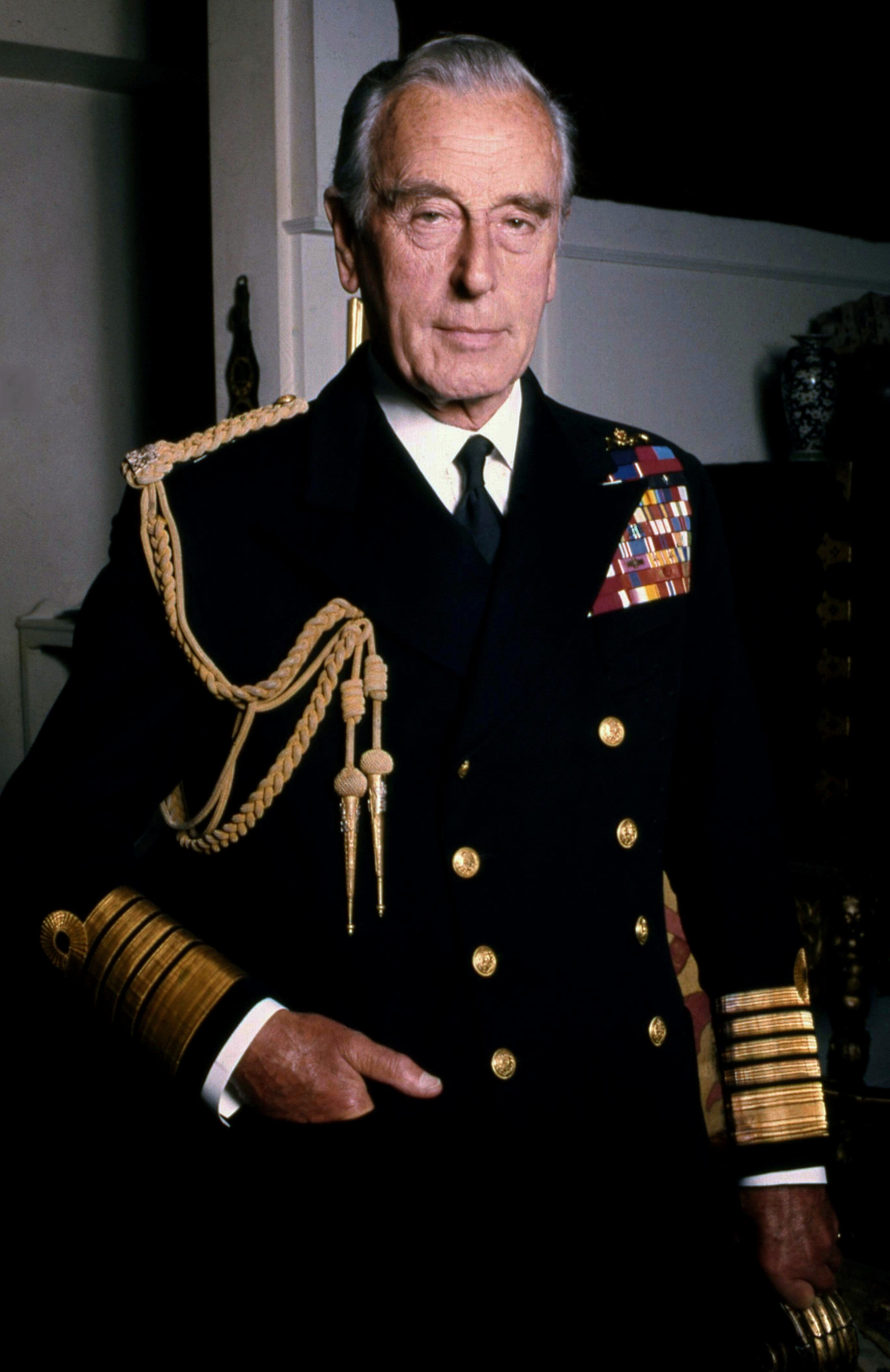
Louis Mountbatten († 27. srpna)

  - Charles Mingus, americký jazzový kontrabasista a skladatel (* 22. dubna 1922)
  - Halldór Stefánsson, islandský spisovatel (* 1. prosince 1892)
- 09. ledna – Pier Luigi Nervi, italský konstruktér a architekt (* 21. června 1891)
- 11. ledna – Daniel-Henry Kahnweiler, německý obchodník s obrazy, vydavatel a spisovatel (* 25. června 1884)
- 13. ledna – Sabu Martinez, americký hráč na konga (* 14. července 1930)
- 15. ledna
  - Charles W. Morris, americký sémiotik a filozof (* 23. května 1901)
  - Jang Čung-ťien, čínský paleontolog (* 1. června 1897)
- 19. ledna – Adriana Ángelesová, mexická judistka
- 21. ledna – Alexej Leonťjev, sovětský psycholog (* 18. února 1903)
- 26. ledna – Nelson Rockefeller, americký státník a politik (* 8. července 1908)
- 27. ledna – Victoria Ocampová, argentinská spisovatelka (* 17. dubna 1890)
- 30. ledna – Béla Czóbel, maďarský malíř (* 4. září 1883)
- 31. ledna – Grant Green, americký jazzový kytarista (* 6. června 1935)
- 02. února – Sid Vicious, anglický rockový hudebník (* 10. května 1957)
- 07. února – Josef Mengele, německý lékař proslulý zvrhlými testy na lidech (* 16. března 1911)
- 08. února
  - Dennis Gabor, maďarský a britský fyzik (* 5. června 1900)
  - Heinrich Klüver, německo-americký experimentální psycholog a neurolog (* 25. května 1897)
- 10. února – Edvard Kardelj, slovinský komunistický politik a státník (* 27. ledna 1910)
- 12. února – Jean Renoir, francouzský režisér, scenárista, producent, herec a spisovatel (* 15. září 1894)
- 15. února – George Dunning, kanadský ilustrátor a filmový animátor (* 17. listopadu 1920)
- 25. února – Henrich Focke, německý průkopník letectví (* 8. října 1890)
- 03. března – Hans Christoph Drexel, německý malíř (* 2. dubna 1886)
- 04. března – Mike Patto, anglický hudebník (* 22. září 1942)
- 09. března
  - Jean-Marie Villot, francouzský kardinál státní sekretář (* 10. listopadu 1905)
  - Andreo Cseh, maďarský esperantista (* 1895)
- 17. března – Jean Monnet, francouzský politik, diplomat a ekonom (* 9. listopadu 1888)
- 02. dubna – Richard Ettinghausen, německý historik umění (* 5. února 1906)
- 04. dubna – Zulfikár Alí Bhutto, pákistánský prezident (* 5. ledna 1928)
- 10. dubna – Nino Rota, italský hudební skladatel (* 3. prosince 1911)
- 16. dubna – Maria Caniglia, italská sopranistka (* 5. května 1905)
- 19. dubna – Wilhelm Bittrich, německý nacistický generál (* 26. února 1894)
- 23. dubna – Doug Rauch, americký baskytarista (* 14. září 1950)
- 30. dubna – Július Révay, ministr dopravy v autonomní vládě Podkarpatské Rusi (* 26. června 1899)
- 02. května – Giulio Natta, italský chemik, Nobelova cena za chemii 1963 (* 26. února 1903)
- 06. května – Karl Wilhelm Reinmuth, německý astronom (* 4. dubna 1892)
- 08. května – Talcott Parsons, americký sociolog (* 13. prosince 1902)
- 09. května – Habíb Elghanian, vůdce íránské židovské komunity (* 1909)
- 10. května – István Bibó, maďarský právník, historik a politolog (* 7. srpna 1911)
- 19. května – Sami Gabra, egyptský egyptolog a koptolog (* 24. dubna 1892)
- 21. května – Blue Mitchell, americký trumpetista (* 13. března 1930)
- 28. května – Frank Fredrikson, kanadský hokejista, olympijský vítěz 1920 (* 11. června 1895)
- 29. května – Mary Pickfordová, kanadská filmová herečka, scenáristka a spisovatelka (* 8. dubna 1893)
- 01. června – Ján Kadár, slovenský filmový scenárista a režisér (* 1. dubna 1918)
- 03. června
  - Arno Schmidt, německý spisovatel a překladatel (* 18. ledna 1914)
  - Roman Suszko, polský logik (* 9. listopadu 1919)
- 04. června – Eric Johansson, německý malíř a grafik (* 29. dubna 1896)
- 05. června – Karina Bell, dánská herečka. (* 26. září 1898)
- 07. června – Forrest Carter, americký spisovatel (* 4. září 1925)
- 08. června – Reinhard Gehlen, německý generál Wehrmachtu (* 3. dubna 1902)
- 11. června – John Wayne, americký herec (* 26. května 1907)
- 12. června – Ferenc Nagy, maďarský politik,předseda vlády (* 8. října 1903)
- 21. června – Angus MacLise, americký hudebník, básník, herec (* 4. března 1938)
- 22. června – Louis Chiron, monacký automobilový závodník (* 1899)
- 24. června – István Örkény, maďarský dramatik a prozaik (* 5. dubna 1912)
- 25. června – Philippe Halsman, americký portrétní fotograf (* 2. května 1906)
- 29. června – Lowell George, americký zpěvák-skladatel, multiinstrumentalista (* 13. dubna 1945)
- 01. července – Vsevolod Bobrov, sovětský hokejista a fotbalista (* 1. prosince 1922)
- 02. července
  - Larisa Šepiťková, ruská filmová režisérka (* 6. ledna 1938)
  - Carlyle Beals, kanadský astronom (* 29. června 1899)
- 03. července – Louis Durey, francouzský skladatel (* 27. května 1888)
- 08. července
  - Robert Burns Woodward, americký organický chemik, Nobelova ceny za chemii 1965 (* 10. dubna 1917)
  - Šin’ičiró Tomonaga, japonský fyzik, Nobelova cena za fyziku 1965 (* 31. března 1906)
- 12. července
  - Georgij Michajlovič Berijev, sovětský letecký konstruktér (* 13. února 1903)
  - Minnie Riperton, americká zpěvačka a textařka (* 8. listopadu 1947)
- 17. července – Edward Akufo-Addo, prezident Ghany. (* 26. června 1906)
- 21. července – Ludwig Renn, německý spisovatel (* 22. dubna 1889)
- 22. července
  - Sándor Kocsis, maďarský fotbalista (* 21. září 1929)
  - Stein Rokkan, norský politolog a sociolog (* 4. července 1921)
- 23. července – Joseph Kessel, francouzský novinář a spisovatel (* 10. února 1898)
- 24. července – Edward Stachura, polský spisovatel, překladatel, písničkář (* 18. srpna 1937)
- 29. července – Herbert Marcuse, německo-americký filosof a sociolog (* 19. červenec 1898)
- 03. srpna
  - Bertil Ohlin, švédský ekonom a politik (* 23. dubna 1899)
  - Alfredo kardinál Ottaviani, prefekt Kongregace pro nauku víry (* 29. října 1890)
- 04. srpna – Ivar Johansson, švédský zápasník, olympijský vítěz (* 31. ledna 1903)
- 06. srpna – Feodor Lynen, německý biochemik (* 6. dubna 1911)
- 10. srpna
  - David Horovic, guvernér izraelské centrální banky (* 1899)
  - Walther Gerlach, německý fyzik (* 1. srpna 1889)
- 11. nebo 12. srpna – James Gordon Farrell, anglo-irský spisovatel, (* 23. ledna 1935)
- 12. srpna – Ernst Boris Chain, britský biochemik, Nobelova cena za fyziologii a medicínu 1945 (* 19. června 1906)
- 14. srpna – Jehošua Rabinovic, ministr financí Izraele (* 1911)
- 21. srpna – Giuseppe Meazza, italský fotbalista (* 23. srpna 1910)
- 24. srpna
  - Hanna Reitsch, německá zkušební pilotka (* 29. května 1912)
  - Bernt Evensen, norský rychlobruslař, olympijský vítěz (* 8. dubna 1905)
  - Teddy Smith, americký jazzový kontrabasista (* 22. ledna 1932)
- 25. srpna
  - Stan Kenton, americký jazzový klavírista a hudební skladatel (* 15. prosince 1911)
  - Fedor Fridrich Ruppeldt, slovenský politik, publicista, kulturní historik, překladatel, básník, hudebník a evangelický biskup (* 1. června 1886)
- 26. srpna – Mika Waltari, finský spisovatel (* 19. září 1908)
- 27. srpna – Louis Mountbatten, britský šlechtic, námořní velitel a politik (* 25. června 1900)
- 28. srpna – Konstantin Michajlovič Simonov, ruský spisovatel (* 28. listopadu 1915)
- 06. září – Ronald Binge, britský hudební skladatel (* 15. července 1910)
- 10. září – António Agostinho Neto, první prezident Angoly (* 17. září 1922)
- 14. září – Núr Mohammad Tarakí, prezident a premiér Afghánistánu (* 15. července 1916)
- 24. září – Edward Conze, britsko-německý spisovatel (* 18. března 1904)
- 25. září – Tapio Rautavaara, finský zpěvák, sportovec a herec (* 8. listopadu 1915)
- 22. září
  - Charles Ehresmann, francouzský matematik (* 19. dubna 1905)
  - Otto Frisch, rakouský fyzik (* 1. října 1904)
- 28. září – Lothar Wolleh, německý fotograf (* 20. ledna 1930)
- 03. října
  - Claudia Jenningsová, americká modelka a herečka (* 20. prosince 1949)
  - Nicos Poulantzas, řecký marxistický teoretik (* 21. září 1936)
- 05. října – Ľudmila Pajdušáková, slovenská astronomka (* 29. června 1916)
- 09. října – John Carver Meadows Frost, britský letecký konstruktér (* ? 1915)
- 10. října – József Baló, maďarský patolog (* 10. listopadu 1895)
- 18. října – Virgilio Piñera, kubánský spisovatel (* 4. srpna 1912)
- 19. října – Gleb Travin, ruský cestovatel a dobrodruh (* 28. dubna 1902)
- 22. října – Nadia Boulangerová, francouzská hudební pedagožka, dirigentka, skladatelka (* 16. září 1887)
- 26. října – Pak Čong-hui, prezident Korejské republiky (* 14. listopadu 1917)
- 27. října
  - Charles Coughlin, americký katolický kněz, extremistický kazatel (* 25. října 1891)
  - Germaine Lubin, francouzská sopranistka (* 1. února 1890)
- 30. října
  - Rachele Mussoliniová, manželka Benita Mussoliniho (* 11. dubna 1890)
  - Barnes Wallis, britský vědec a vynálezce (* 26. září 1887)
- 01. listopadu – Mamie Eisenhowerová, první dáma USA jako manželka prezidenta Dwighta D. Eisenhowera (* 14. listopadu 1896)
- 04. listopadu – Jurij Krylov, sovětský hokejový reprezentant (* 11. března 1930)
- 08. listopadu – Wilfred Bion, britský psychoanalytik (* 8. září 1897)
- 10. listopadu – Friedrich Torberg, rakouský a československý spisovatel (* 16. září 1908)
- 16. listopadu – Rachel Jana'it Ben Cvi, izraelská spisovatelka, manželka prezidenta Jicchak Ben Cvi (* 1886)
- 17. listopadu – John Glascock, britský baskytarista rockové skupiny Jethro Tull (* 2. května 1951)
- 25. listopadu – Hermann Gehri, švýcarský zápasník, olympijský vítěz 1924 (* 26. července 1899)
- 01. prosince – Muhammad Abdel Moneim, egyptský princ (* 20. února 1899)
- 03. prosince – Dhyan Chand, indický pozemní hokejista (* 29. srpna 1905)
- 09. prosince
  - Fulton Sheen, americký římskokatolický arcibiskup (* 8. května 1895)
  - Gerti Deutsch, rakouská fotografka (* 19. prosince 1908)
- 14. prosince – Emil Belluš, slovenský architekt (* 19. září 1899)
- 16. prosince – John Diefenbaker, premiér Kanady (* 18. září 1895)
- 24. prosince – Rudi Dutschke, osobnost německého studentského hnutí pozdních šedesátých let 20. století (* 7. března 1940)
- 27. prosince
  - Hafizulláh Amín, afghánský prezident (* 1. srpna 1929)
  - Grigorij Bojarinov, sovětský plukovník, zabit při obsazování prezidentského sídla v Kábulu (* 15. února 1922)
- 30. prosince – Richard Rodgers, americký hudební skladatel (* 28. června 1902)

## Hlava státu
Evropa:
- Československo – prezident Gustáv Husák
- Vatikán – papež Jan Pavel II.
- Sovětský svaz – předseda prezidia Nejvyššího sovětu a generální tajemník KSSS Leonid Iljič Brežněv
- Francie – prezident Valéry Giscard d'Estaing
- Dánsko – královna Markéta II.
- Španělsko – král Juan Carlos I.

Ostatní:
- Čína – předseda stálého výboru Všečínského shromáždění lidových zástupců Jie Ťin-jing
- USA – prezident Jimmy Carter

### Digitální archivy k roku 1979
- Dokumentární cyklus České televize Retro – rok 1979
- Pořad stanice Český rozhlas 6 Rok po roce – rok 1979
- Rudé právo v archivu Ústavu pro českou literaturu – ročník 59 rok 1979